# Arthur B. Krim
Arthur B. Krim (* 4. April 1910 in New York City; † 21. September 1994 in Manhattan, New York City) war ein US-amerikanischer Rechtsanwalt, Oberstleutnant der US Army, Politiker der Demokratischen Partei sowie Manager der Filmwirtschaft, der von 1951 bis 1969 Präsident sowie im Anschluss zwischen 1969 und 1978 Vorstandsvorsitzender von United Artists und für sein soziales Engagement 1975 mit dem Jean Hersholt Humanitarian Award ausgezeichnet wurde.

## Leben

### Rechtsanwalt und Manager in der Filmwirtschaft
Krim absolvierte zunächst ein grundständiges Studium an der Columbia University, das er 1930 abschloss. Während dieser Zeit wurde er Mitglied der akademischen Ehrengesellschaft Phi Beta Kappa und nahm 1930 ein postgraduales Studium der Rechtswissenschaften an der Columbia Law School auf, das er 1932 beendete. Während seines Studiums war er als Chefredakteur der juristischen Fachzeitschrift Columbia Law Review tätig. Nach Abschluss seines Studiums wurde er Rechtsanwalt in der Kanzlei Phillips, Nizer, Benjamin, Krim & Ballon, deren Partner er von 1935 bis 1978 war. Während des Zweiten Weltkrieges leistete er seinen Militärdienst in der US Army und wurde zuletzt zum Oberstleutnant befördert. Für seine militärischen Verdienste bei Gefechtseinsätzen in Frankreich und Italien wurde er ausgezeichnet.
Nach Kriegsende begann Krim neben seiner anwaltlichen Tätigkeit auch sein Engagement in der Filmwirtschaft und war zunächst zwischen 1946 und 1949 Präsident der Filmproduktionsgesellschaft Eagle Lion Films Inc. sowie von 1951 bis 1969 Präsident sowie im Anschluss zwischen 1969 und 1978 Vorstandsvorsitzender von United Artists. Sein kreatives Management förderte dabei eine neue künstlerische Freiheit für Filmemacher, die zur Produktion von mit Oscars prämierten Filmen wie Marty (1955), West Side Story (1961), Tom Jones – Zwischen Bett und Galgen (1963), Asphalt-Cowboy (1969), Einer flog über das Kuckucksnest (1975), Rocky (1976) und Der Stadtneurotiker (1977). Für sein langjähriges soziales Engagement in der Filmwirtschaft wurde er bei der Oscarverleihung 1975 mit dem Jean Hersholt Humanitarian Award geehrt.
Nachdem sich Krim 1978 als Anwalt zurückgezogen hatte, wurde er Berater der Anwaltskanzlei Phillips, Nizer, Benjamin, Krim & Ballon. Zugleich beendete er 1978 seine Tätigkeit für United Artists und gründete die Filmproduktionsgesellschaft Orion Pictures Corporation, deren Präsident er bis 1992 blieb.

### Engagement für die Columbia University und Demokratische Partei
Neben seinen Tätigkeiten als Rechtsanwalt und Manager in der Filmwirtschaft engagierte sich Krim über Jahre auch in der Demokratischen Partei und war unter anderem Berater der US-Präsidenten John F. Kennedy, Lyndon B. Johnson und Jimmy Carter auf den Gebieten Bürgerrechte, Gesundheit, Hochschulbildung, Rüstungskontrolle und Beziehungen zu Afrika und dem Mittleren Osten. Er fungierte zwischen 1966 und 1968 als Vorsitzender des Finanzausschusses der Demokratischen Partei sowie von 1973 bis 1976 als Vorsitzender des Beratungsgremiums der Partei für Wahlbeamte. Zudem war er Mitglied der Verwaltungsräte der parteinahen Lyndon Baines Johnson Foundation und der John F. Kennedy Library Foundation.
Innerhalb der Columbia University wurde Krim 1967 Mitglied des Treuhandrates, dessen Vorsitzender er von 1977 bis 1982 war. Für seine dortigen Verdienste wurde ihm 1976 die höchste Auszeichnung der Universität, die Alexander Hamilton-Medaille, sowie 1982 eine Ehrendoktorwürde der Columbia University verliehen.
Des Weiteren engagierte sich Krim in der US-amerikanischen Bürgerrechtsbewegung sowie für die Gleichheitsrechte von Homosexuellen, aber auch führend im Kampf gegen die Apartheid in Südafrika, wo Persönlichkeiten wie Oliver Tambo, Desmond Tutu und Nelson Mandela zu seinen persönlichen Freunden gehörten. Weiterhin war er Mitglied der Vorstände des Weizmann-Institut für Wissenschaften, des Erdgas- und Erdölunternehmens Occidental Petroleum, der U.N. Association sowie der Arms Control Association.
Krim war seit 1958 mit Mathilde Galland verheiratet, die sich als Gründungsvorsitzende der American Foundation for AIDS Research (amfAR) für die Erforschung von AIDS engagierte. Aus dieser Ehe stammte eine Tochter.

## Auszeichnungen (Auswahl)
- 1975: Jean Hersholt Humanitarian Award (Ehren-Oscar)
- 1976: Alexander Hamilton-Medaille der Columbia University